# غابرييل جورج
غابرييل جورج (بالإنجليزية: Gabrielle George) هي لاعبة كرة قدم بريطانية، ولدت في 2 فبراير 1997 في إنجلترا في المملكة المتحدة.

## وصلات خارجية
- غابرييل جورج على موقع الاتحاد الأوربي (الإنجليزية)
- غابرييل جورج على موقع قاعدة بيانات كرة القدم.إي يو (الإنجليزية)
- غابرييل جورج على موقع Soccerway.com (الإنجليزية)